# Shigeru Mizuki
Shigeru Mizuki  (水木しげる?, Mizuki Shigeru), pseudonimo di Shigeru Mura (武良 茂?, Mura Shigeru; Osaka, 8 marzo 1922 – Tokyo, 30 novembre 2015), è stato un fumettista giapponese, conosciuto principalmente per il suo manga horror Kitaro dei cimiteri.
Specialista di storie di yōkai e studioso del relativo folclore, è considerato un maestro del genere. In grado minore, ma tuttavia notevole, è conosciuto anche per il suo memoriale a fumetti Komikku Shōwa-shi, incentrato perlopiù sulle sue esperienze di vita durante la seconda guerra mondiale, nonché per la sua attività di scrittore e biografo.

## Biografia
Mizuki nacque ad Osaka, nella regione del Kansai, ma crebbe nella piccola città costiera di Sakaiminato, nella prefettura di Tottori (nella regione del Chūgoku), secondo di tre figli. Il nome originario di Mizuki era Shigeru Mura (武良 茂?, Mura Shigeru) e, stando a quanto egli stesso asserì, assunse il suo nome d'arte da quello di una locanda, il Mizuki Manor, dove lavorava per mantenersi nel mentre della sua attività del tempo, ovvero disegnatore per i kamishibai. Descritto come un bambino impulsivo e curioso, le sue prime produzioni erano legate all'ascoltare e disegnare storie di fantasmi  da una donna del posto, Fusa Kageyama, che lui soprannominava "Nononba".
Tuttavia nel 1942 venne arruolato nell'Esercito imperiale giapponese e inviato nell'isola di Nuova Britannia, in Papua Nuova Guinea. Le sue esperienze di guerra lo scossero grandemente: contrasse la malaria, assistette alla morte di amici a causa di ferite di battaglia e di malattie, ed ebbe a che fare con svariati orrori di guerra. Infine, in un attacco aereo degli Alleati, venne coinvolto in un'esplosione e perse il braccio sinistro. Da mancino, dopo la guerra imparò da solo a scrivere e a disegnare con la mano destra. Mentre era prigioniero di guerra a Rabaul, fece amicizia con le tribù locali Tolai, che gli offrirono terreni, una casa e la cittadinanza tramite il matrimonio con una delle donne del luogo. Mizuki riconobbe di aver preso in considerazione l'opportunità, ma un dottore militare lo fece vergognare, spingendolo a tornare prima in Giappone per affrontare i propri genitori, cosa che fece con riluttanza.
All'arrivo a casa, Mizuki aveva inizialmente previsto di ritornare in Nuova Guinea; tuttavia, l'Occupazione del Giappone gli fece cambiare idea. Le sue ferite e la perdita del braccio non lo aiutarono, né gli fu di aiuto il fatto che suo fratello maggiore, ufficiale d'artiglieria, fosse stato condannato come criminale di guerra per aver giustiziato alcuni prigionieri. Dal suo ritorno fino al 1956 lavorò come operatore in un cinema fino al successo come fumettista.
Nel 1957, Mizuki pubblicò il suo lavoro d'esordio, Rocketman. Da allora ha pubblicato numerose opere, sia di yōkai sia lavori su temi bellici. Ha inoltre scritto molti libri su entrambi gli argomenti, tra cui un'autobiografia sul suo soggiorno sull'isola di Nuova Bretagna e una biografia a fumetti su Adolf Hitler. Quando non lavorava in questi settori, si dedicava alla pittura di numerosi soggetti, anche se questi lavori non sono altrettanto conosciuti quanto quelli letterari che lo hanno reso celebre.
Nel 2003 tornò a Rabaul per ravvivare la sua amicizia con i nativi, i quali gli hanno dedicato una strada in suo onore.
Nel 2005 Shigeru Mizuki è apparso in un ruolo cameo in Yōkai daisensō (妖怪大戦争?, "La grande guerra degli Yōkai") diretto da Takashi Miike, un film di yōkai ispirato dalla sua opera; molti dei suoi personaggi hanno fatto apparizioni cameo. Nel film viene inoltre data una breve spiegazione sulle sue opere.
Muore a Tokyo il 30 novembre 2015 per insufficienza cardiaca.

## Sakaiminato
A Sakaiminato, è presente un museo dedicato all'autore e una strada con i fantasmi e mostri che appaiono nelle sue storie: cento statue di bronzo dei personaggi delle sue storie sono allineate lungo i lati della strada.

## Premi
Mizuki ha vinto numerosi premi e riconoscimenti per le sue opere, specialmente per Kitaro dei cimiteri. Tra essi:
- 1990 Vince il premio Kōdansha.
- 1991 Riceve l'onorificenza Shiju Hosho.
- 1995 Per la sesta Giornata annuale della pace di Tokyo, è stato premiato con una mostra dei suoi quadri, intitolata "Preghiera per la pace: mostra di pittura dell'esperienza di guerra di Shigeru Mizuki"
- 1996 Riceve un premio dal Ministro dell'Istruzione.
- 1996 Sakaiminato, la città dov'è cresciuto, lo onora con la Via Shigeru Mizuki, una strada decorata di statue di bronzo dei personaggi di Kitaro dei cimiteri e con altri progetti correlati con le sue opere.
- 2003 Riceve l'onorificenza Kyokujitsu Sho.
- 2003 La città di Sakaiminato gli intitola il Centro culturale internazionale Shigeru Mizuki.
- 2007 Riceve il premio «Meilleur Album» per NonNonBâ al Festival international de la bande dessinée d'Angoulême

## Opere scelte

### Manga
- Kitaro dei cimiteri
- Akuma-kun
- Yamato
- Hitler: Una biografia
- Kappa no Sanpei
- NonNonBâ
- Verso una nobile morte (Rizzoli Lizard, 2013)
- La guerra del riso e del ferro (Rizzoli Lizard, 2019)
- Showa: Una storia del Giappone (Edizioni BD/J-Pop, 2021-2022
- Tono Monogatari (Canicola, 2022)

### Libri
- Shigeru Mizuki, Enciclopedia dei mostri giapponesi (水木しげるの妖怪めぐり?, Mizuki Shigeru no yōkai meguri, "Passeggiando fra gli yōkai con Shigeru Mizuki"), Traduzioni di Keiko Ichiguchi ed Emilio Martini, adattamento testi di Andrea Baricordi, Bologna, Kappalab, 2013, ISBN 978-88-98002-45-0.
- Shigeru Mizuki, Enciclopedia degli spiriti giapponesi, traduzioni di Emilio Martini, adattamento testi di Andrea Baricordi, Bologna, Kappalab, 2015
- Shigeru Mizuki, Yokai, traduzioni di Emilio Martini, Bologna, Kappalab, 2021
- Shigeru Mizuki, Guida agli yokai giapponesi, traduzioni di Emilio Martini, Bologna, Kappalab, 2022
- Rabauru Senki (Memories of Rabaul)
- Shigeru Mizuki, Graphic World of Japanese Phantoms (講談社?), 1985, ISBN 978-4-06-202381-8, (4-06-202381-4).